# Pastrana (Leyte)
Pastrana ist eine philippinische Stadtgemeinde in der Provinz Leyte. Sie hat 18.002 Einwohner (Zensus 1. August 2015).

## Baranggays
Pastrana ist administrativ in 29 Baranggays unterteilt.
| - Arabunog - Aringit - Aures - Bahay - Cabaohan - Calsadahay - Cancaraja - Caninoan - Capilla - Colawen - Dumarag - Guindapunan - Halaba - Jones - Lanawan - Lima | - Macalpiay - Malitbogay - Manaybanay - Maricum - Patong - District 1 (Pob.) - District 2 (Pob.) - District 3 (Pob.) - District 4 (Pob.) - Sapsap - Socsocon - Tingib - Yapad - Lourdes |